# أيرتون
أيرتون (بالبرتغالية: Ayrton Luis Ganino‏) هو لاعب كرة قدم برازيلي في مركز ظهير ‏، ولد في 19 أبريل 1985 في بيراسيكابا في البرازيل. لعب مع أتلتيكو غويانيينسي ونادي أفاي ونادي أميريكانو ونادي بارانا ونادي بالميراس ونادي باهيا ونادي بوتافوغو اس بي ونادي فلامنغو ونادي فيتوريا ونادي كوريتيبا.

## وصلات خارجية
- أيرتون على موقع قاعدة بيانات كرة القدم.إي يو (الإنجليزية)
- أيرتون على موقع Soccerway.com (الإنجليزية)